# Abrochia sanguitarsia
Abrochia sanguitarsia är en fjärilsart som beskrevs av George Francis Hampson 1898. Abrochia sanguitarsia ingår i släktet Abrochia och familjen björnspinnare. Inga underarter finns listade i Catalogue of Life.